# Amerykański mączniak agrestu

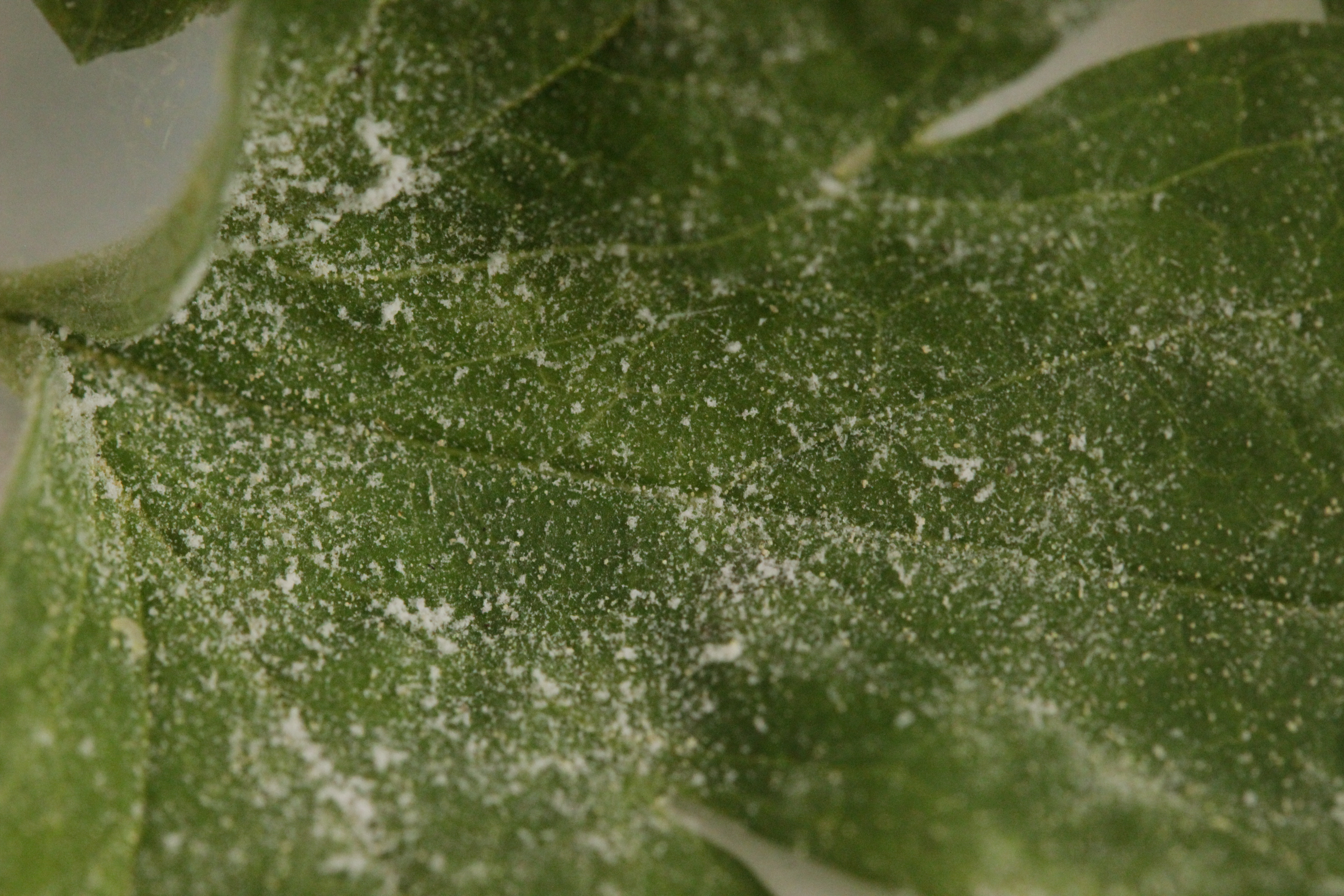
Nalot na liściu porzeczki czarnej

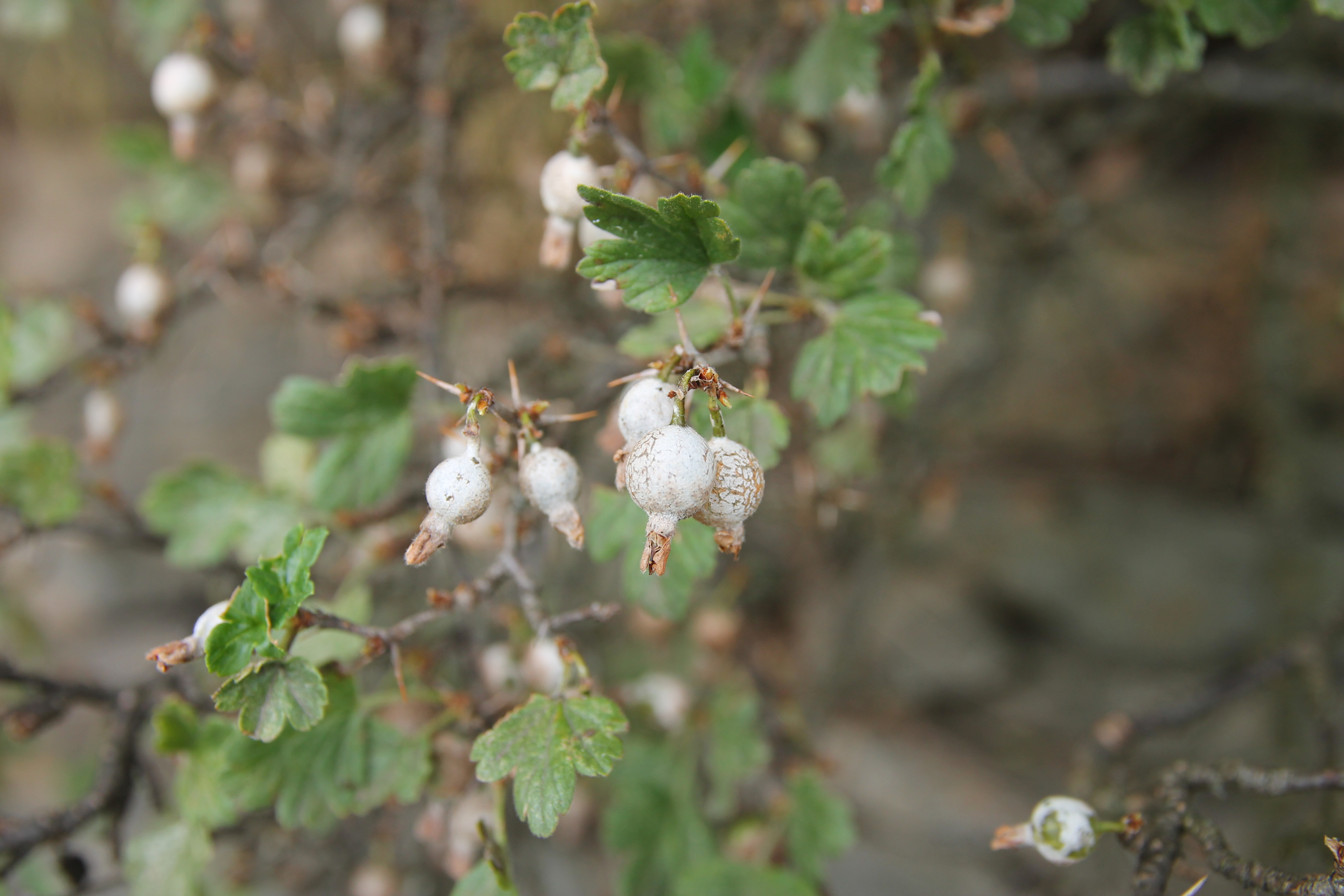
Nalot na owocach porzeczki czarnej

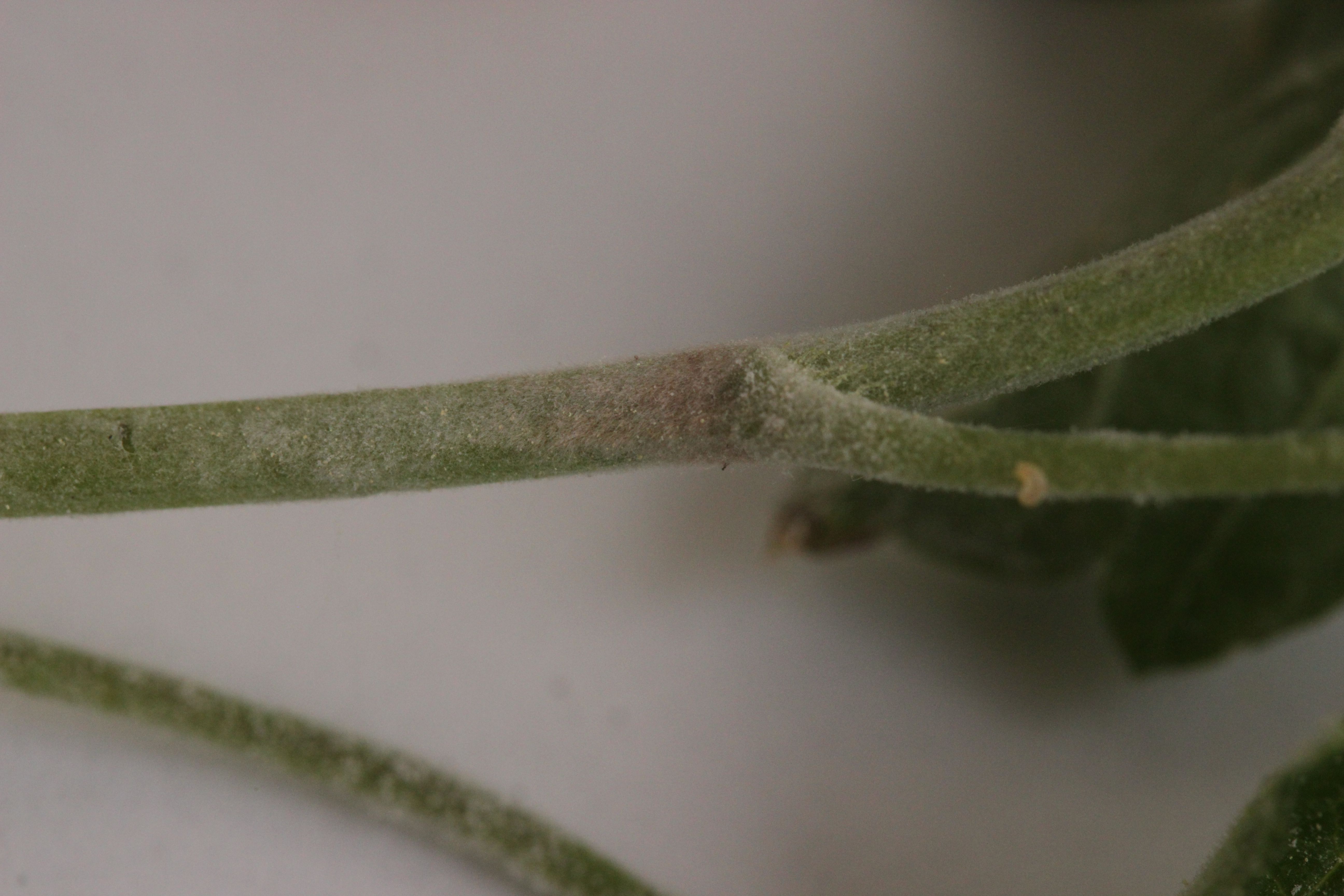
Nalot na pędach porzeczki czarnej

Amerykański mączniak agrestu (ang. American powdery mildew of gooseberry, powdery mildew of currant) – grzybowa choroba agrestu i porzeczki czarnej wywołana przez Podosphaera mors-uvae.

## Występowanie i szkodliwość
Choroba występuje w Ameryce Północnej (Kanada, USA), Argentynie, Azji (Japonia), Europie i na Nowej Zelandii. W Europie po raz pierwszy zaobserwowano ją pod koniec XIX wieku. Z czasem rozprzestrzeniła się i obecnie w Europie jest pospolita i poraża wszystkie gatunki z rodzaju porzeczka (Ribes). W Polsce tez znana jest od dawna, jednak ze względu na początkowo tylko amatorską uprawę tych roślin nie miała większego znaczenia. Dopiero masowa uprawa porzeczki czarnej na plantacjach spowodowała nieznane do tej pory epidemie tej choroby. Co prawda choroba występuje na wszystkich gatunkach porzeczki, ale porzeczka czarna jest na nią szczególnie podatna. Choroba powoduje duże straty na plantacjach tej rośliny, a także w szkółkach. Sadzonki przez nią porażone nie nadają się do sadzenia.

## Objawy
Pierwsze objawy choroby pojawiają się na porzeczce czarnej dopiero na początku czerwca. Początkowo jest to delikatny, mączysty nalot na liściach i pędach porzeczki. Z czasem staje się on coraz grubszy, gęstszy, wojłokowaty i ciemniejszy. Podobny nalot pojawia się także na owocach i młodych liściach agrestu. Nalot ten składa się z grzybni zawierającej liczne łańcuszki oidium. Na pędach agrestu czasami pojawiają się w nim czarne punkty – są to owocniki patogenu. Porażone pędy gorzej rosną i tworzą mniej liści, co skutkuje zmniejszeniem plonu.

## Epidemiologia
Grzyb zimuje w postaci chasmotecjów na opadłych liściach i na porażonych pędach. Infekcji pierwotnych dokonują powstające w nich askospory. Początkowo choroba rozwija się dość wolno, znacznie przyspiesza dopiero wskutek infekcji wtórnych. Dokonują je roznoszone przez wiatr oidia. Powierzchnia i gęstość nalotów na pędach porzeczki zwiększa się zarówno wskutek rozwoju grzybni, jak i wskutek nowych infekcji.

## Ochrona
Chorobę ogranicza wycinanie porażonych pędów. Na plantacjach porzeczki czarnej stosuje się ochronę chemiczną.Pierwsze opryskiwanie fungicydami stosuje się bezpośrednio po kwitnieniu, kolejne po zbiorze owoców. Do pierwszego opryskiwania stosuje się fungicydy pirymidynowe (np. fenarymol), do drugiego te same, albo fungicydy triazolowe (flisilazol, triadimefon, difenkonazol) lub tiofanat metylowy. Liczba zabiegów jest zależna od nasilenia choroby i podatności uprawianych odmian.